# Tear down this wall

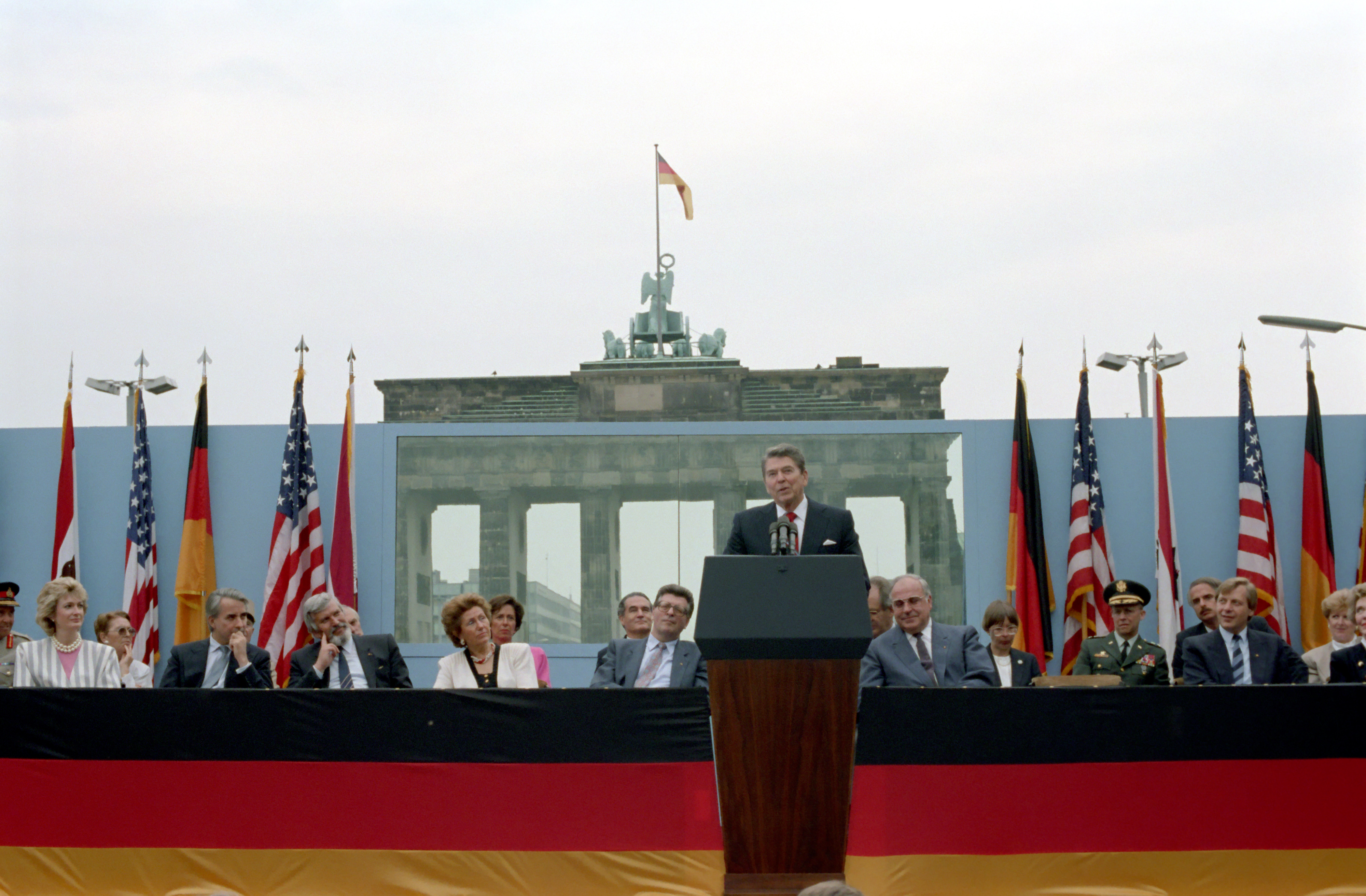
El presidente Ronald Reagan hablando frente a la Puerta de Brandeburgo en el muro de Berlín.

Tear down this wall (Derribe este muro en español) fue una famosa cita y desafío del expresidente de los Estados Unidos Ronald Reagan al exsecretario general del Partido Comunista de la Unión Soviética Mijaíl Gorbachov para que derribase el muro de Berlín.
El discurso fue realizado frente a la Puerta de Brandeburgo por la conmemoración del 750º aniversario de Berlín, el 12 de junio de 1987, y el deseo de Reagan para que se derribase el muro fue un símbolo de libertad en el este.

## Trasfondo
Tras su construcción en 1961, el Muro de Berlín se convirtió en un símbolo del comunismo. En 1963, en el discurso Ich bin ein Berliner de John F. Kennedy, se mostró el apoyo de los Estados Unidos para la República Federal de Alemania después de que el gobierno de la República Democrática Alemana erigiera el Muro de Berlín como barrera para prevenir la marcha del este al oeste.
Con este discurso, Reagan no hacía referencia por primera vez a la cuestión del Muro de Berlín: en una visita a Berlín Occidental en junio de 1982, había afirmado "Me gustaría hacer una pregunta a los líderes soviéticos [...] ¿Por qué está ahí el muro?", y en 1986, 25 años después de la construcción del muro, en respuesta a la pregunta del diario Bild-Zeitung sobre cuándo pensaba que el muro podría ser "derribado", Reagan dijo, "Hago un llamamiento a los responsables de desmantelarlo".
El día anterior de la visita de Reagan de 1987, 50.000 personas se habían manifestado contra la presencia del presidente estadounidense en Berlín. Durante la propia visita, amplias franjas fueron cerradas para impedir mayores protestas contra Reagan. En particular, el distrito de Kreuzberg fue el objetivo al respecto, con movimiento por toda esta porción de la ciudad completamente restringida de forma efectiva (por ejemplo, la línea 1 del suburbano fue cerrada).
En 1987 existía un ambiente de tensa relación entre el Este-Oeste, provocada en particular por el debate acerca del asentamiento de misiles americanos de corto alcance en Europa y los Estados Unidos para mantener la paz. Reagan tuvo programado asistir al mitin del G-7 en Venecia, Italia y más tarde realizar una breve parada en Berlín.
La Puerta de Brandeburgo fue escogida para la convicción de que la democracia del oeste ofrece la mejor esperanza a la apertura del muro. Su discurso se centró en una serie de iniciativas políticas. La famosa cita "Derribe este muro" fue considerada como una conclusión lógica de los propósitos del presidente.
El discurso fue objeto de considerable controversia dentro de la propia administración Reagan, con varios empleados y asesores veteranos advirtiendo que debía ser omitida cualquier frase que pudiera causar más tensiones Este-Oeste o una mayor ignominia hacia Gorbachov con quien el presidente Reagan había establecido una buena relación. Los oficiales americanos en la República Federal de Alemania y escritores presidenciales, incluido Peter Robinson pensaban de otra manera. Robinson viajó a Alemania Occidental para inspeccionar posibles lugares donde realizar el discurso, y obtuvo un sentimiento general de que la mayoría de los berlineses occidentales se oponían al muro. A pesar de conseguir poco apoyo por sugerir a Reagan que exigiera el desmantelamiento del muro, Robinson mantuvo la frase en el texto del discurso. El 18 de mayo de 1987, el presidente Reagan se encontró con sus redactores de discursos y respondió al discurso diciendo: "Pensé que era un boceto bueno, sólido". El Jefe de Equipo de la Casa Blanca Howard Baker puso objeciones, diciendo que sonaba "extremista" e "impropio de un presidente", y el Consejero de Seguridad Nacional Sustituto Colin Powell estuvo de acuerdo. Sin embargo, a Reagan le gustó el pasaje, y dijo: "creo que lo mantendremos".
El jefe redactor del discurso Anthony Dolan dio, sin embargo, otra versión de los orígenes de la cita, atribuyendósela directamente a Reagan. En un artículo publicado en The Wall Street Journal en noviembre de 2009, Dolan dio detallada cuenta de cómo en una reunión en el Despacho Oval que fue anterior al borrador de Robinson, Reagan sugirió la cita por sí mismo. Dolan tiene impresiones nítidas de su propia reacción y de la de Robinson al mismo tiempo. Esto llevó a un intercambio amistoso de cartas entre Robinson y Dolan sobre diferentes versiones, que The Wall Street Journal publicó.

## El discurso

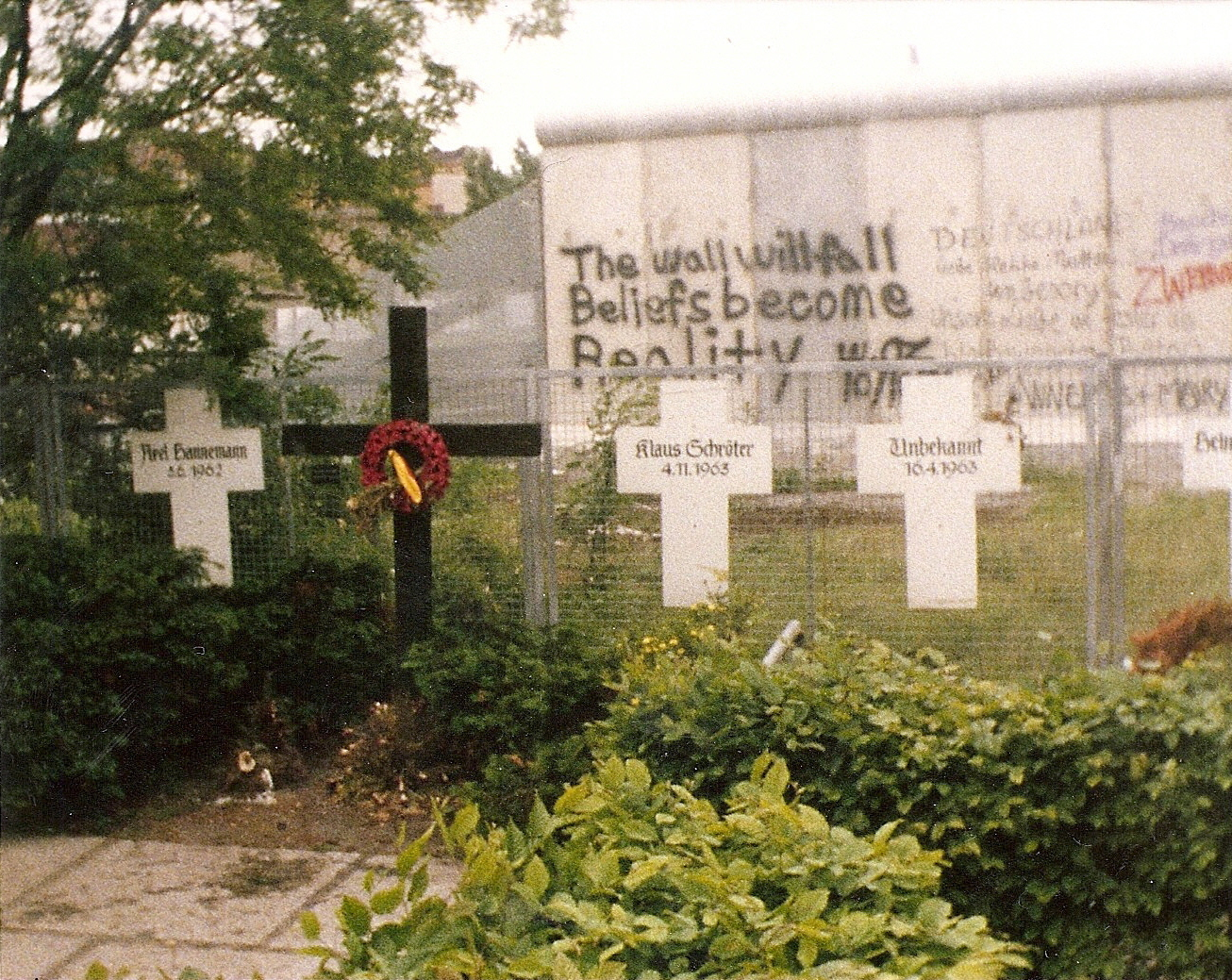
"The wall will fall. Beliefs become reality." (Este muro caerá, las creencias se harán realidad)

Al llegar a Berlín el 12 de junio de 1987, el presidente y la Sra. Reagan estuvieron en el Reichstag donde divisaron el muro desde un balcón. Reagan hizo su discurso a las 14:00 en la puerta de Brandeburgo enfrente de dos paneles de cristal a prueba de balas que le protegían de francotiradores en Berlín Este. 45.000 personas acudieron aproximadamente a la cita; entre los espectadores estuvieron el presidente de Alemania occidental, Richard von Weizsäcker, canciller, Helmut Kohl y el alcalde de Berlín occidental, Eberhard Diepgen. Aquella tarde, Reagan dijo:

" We welcome change and openness; for we believe that freedom and security go together, that the advance of human liberty can only strengthen the cause of world peace. There is one sign the Soviets can make that would be unmistakable, that would advance dramatically the cause of freedom and peace. General Secretary Gorbachev, if you seek peace, if you seek prosperity for the Soviet Union and eastern Europe, if you seek liberalization, come here to this gate. Mr. Gorbachev, open this gate. Mr. Gorbachev, tear down this wall!"

La traducción aproximada al español de esta parte del discurso es:

Damos la bienvenida al cambio y a la apertura; porque creemos que la libertad y seguridad van de la mano, que sólo el avance de la libertad humana puede fortalecer la causa de la paz mundial. Hay una señal que los soviéticos pueden hacer que sería inequívoca, que avanzaría dramáticamente hacia la causa de la libertad y la paz. Secretario General Gorbachov, si usted busca paz, si usted busca la prosperidad de la Unión Soviética y Europa oriental, si usted busca la liberalización, venga aquí a esta puerta. Sr. Gorbachov, abra esta puerta. Sr. Gorbachov, derribe este muro.

Tras su discurso, el presidente Reagan declaró: "Al igual que yo miré hace un momento desde el Reichstag, esa reencarnación de la unidad germana, me di cuenta de las palabras ahí pintadas sobre el muro, pintadas quizás por un joven berlinés, "Este muro caerá. Las creencias se harán realidad". Si, por toda Europa, este muro caerá. "Porque el muro no puede resistir a la fe; no puede resistir a la verdad. El muro no puede resistir a la libertad".
Otro punto que cabe destacar del discurso fue el momento en el que Reagan instó al final de la carrera armamentística en referencia a las armas nucleares soviéticas SS-20 y la posibilidad de "no limitar sin más el incremento armamentístico, sino eliminar, por primera vez, toda clase de armas nucleares de la faz de la tierra".

## Reacción y legado

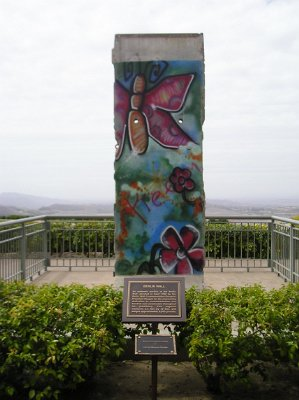
Trozo del muro de Berlín localizado en la librería presidencial Ronald Reagan en Simi Valley, California.

El discurso recibió, en su momento, poca cobertura mediática. Los dirigentes comunistas germano-orientales consideraron "absurdo" el discurso, y la agencia soviética de prensa TASS acusó a Reagan de "provocador" y de "alentar un discurso de guerra". Sin embargo, 29 meses después Gorbachov permitió a los berlineses derribar el muro desencadenando la caída del gobierno comunista de la RDA y anticipando el colapso de la Unión Soviética. En septiembre de 1990, el expresidente Reagan regresó a Berlín donde personalmente tomo los mandos de un hammer simbólico como reliquia del muro. El ex canciller de Alemania occidental, Helmut Kohl dijo que jamás olvidaría su cercanía a Reagan cuando retó a Gorbachov a que derribara el muro de Berlín. "Fue un golpe de suerte para el mundo y en especial para Europa". Aunque hubo algún desacuerdo sobre la influencia, el discurso es rememorado como uno de los momentos trascendentes de la historia de la guerra fría.